# True Stories
True Stories – siódmy album postpunkowego amerykańskiego zespołu Talking Heads, wydany 7 października 1986.

## Lista utworów
1. "Love for Sale" – 4:30
2. "Puzzlin' Evidence" – 5:23
3. "Hey Now" – 3:42
4. "Papa Legba" – 5:54
5. "Wild Wild Life" – 3:39
6. "Radio Head" – 3:14
7. "Dream Operator" – 4:39
8. "People Like Us" – 4:26
9. "City of Dreams" – 5:06
10. "Wild Wild Life (Extended Mix) – 5:30 (utwór dodatkowy)
11. "Papa Legba (Pops Staples Vocal Version) – 5:59 (utwór dodatkowy)
12. "Radio Head (Tito Larriva Vocal Version) – 3:50 (utwór dodatkowy)